# Sibrydion
Sibrydion je velšská rocková skupina, která vznikla v roce 2004 ve vesnici Waunfawr na severu země. Založili ji bratři Osian a Meilir Gwyneddové, kteří společně dříve působili již ve skupině Big Leaves. Svou první nahrávku v podobě debutového alba JigCal skupina vydala v roce 2005, druhá deska Simsalabim následovala o dva roky později. Písně na těchto albech jsou zpívány ve velšském jazyce, který se na třetím albu proměnil v angličtinu. Album Campfire Classics, které vyšlo v roce 2009, produkoval Cian Ciaran ze skupiny Super Furry Animals. Další album nazvané Uwchben Y Drefn vyšlo v roce 2011 a je opět zpívané ve velštině.

## Diskografie
- JigCal (2005)
- Simsalabim (2007)
- Campfire Classics (2009)
- Uwchben Y Drefn (2011)